# Cotylorhynchus
Cotylorhynchus var ett släkte växtätande Pelycosaurier som levde i södra Nordamerika i början av perm. 
Cotylorhynchus blev cirka 6,5 meter lång, och vägde omkring 2 ton. Den var tungt byggd i kroppen, men huvudet var oproportionerligt litet.